# Tim Tszyu
Timofei Konstantinovich Tszyu (ruso: Тимофей Константинович Цзю, [tʲɪmɐˈfɛj kɐnstɐnˈtʲinəvit͡ɕ ˈdzːʲʉ], Sídney, Australia; 2 de noviembre de 1994) es un boxeador profesional ruso-australiano que ostentó el título de peso superwélter de la Organización Mundial de Boxeo (OMB) desde 2023 hasta 2024. Es hijo del ex campeón mundial de boxeo de peso superligero, Kostya Tszyu, y hermano mayor de Nikita Tszyu.

## Primeros años
Tszyu nació en Sídney, Nueva Gales del Sur, de padres rusos. Su padre, Kostya Tszyu, es de ascendencia rusa, coreana y mongola, y su madre, Natasha Anikina, es de ascendencia rusa. Su padre, Kostya, es un ex campeón indiscutido de peso superligero que fue incluido en el Salón Internacional de la Fama del Boxeo en 2011. El primer interés deportivo de Tim comenzó a desarrollarse a la edad de seis años cuando se inscribió en gimnasia y luego cambió de deporte a fútbol a los 10 años. Como jugador de fútbol, fue seleccionado para jugar en varios equipos representativos locales, pero su interés en el deporte comenzó a decaer a los 13 años cuando se trasladó temporalmente a Moscú con su familia durante unos meses antes de regresar a Sydney. A los 15 años, Tszyu decidió dejar el fútbol y comenzar a perseguir una carrera en el boxeo. Asistió a la St George Christian School y al Newington College durante su adolescencia y se inscribió en un grado en negocios en la Universidad de Tecnología de Sídney tras graduarse de la escuela secundaria. Su hermano, Nikita, también es boxeador profesional.
Tszyu acumuló un récord amateur de 33-1 antes de convertirse en profesional en 2016 a la edad de 22 años.

## Carrera de boxeo profesional

### Ascenso en las clasificaciones

#### Tszyu vs. Horn
El 26 de agosto de 2020, Tszyu derrotó al ex campeón de peso wélter de la WBO, Jeff Horn, por abandono en el octavo asalto en el Queensland Country Bank Stadium.

#### Tszyu vs. Hogan
El 31 de marzo de 2021, Tszyu, clasificado #9 por The Ring, #1 por la WBO, #3 por la IBF, #7 por la WBA y #11 por la WBC, peleó contra Dennis Hogan, clasificado #10 por la WBC. Tszyu venció a Hogan por TKO en el quinto asalto.

#### Tszyu vs. Spark
En su siguiente combate, Tszyu peleó y derrotó a Steve Spark por TKO en el tercer asalto.

#### Tszyu vs. Inoue
En su siguiente combate, Tszyu peleó y derrotó a un muy resistente Takeshi Inoue, con una convincente victoria por decisión unánime, ganando en las tres tarjetas con puntuaciones de 120-107, 120-107 y 119-108.

#### Tszyu vs. Gausha
En su siguiente combate, Tszyu derrotó al olímpico de 2012 Terrell Gausha en su primera pelea en Estados Unidos en The Armory en Minneapolis. Después de sufrir una caída en el primer asalto, Tszyu se recuperó y dominó desde el segundo asalto para ganar convincentemente por decisión unánime, con puntuaciones de 114-113, 116-111 y 115-112.

### Campeón interino superwélter de la WBO

#### Tszyu vs. Harrison
El 22 de enero de 2023 se anunció que Tszyu se enfrentaría al ex campeón de la WBC de 154 libras Tony Harrison por el título interino de peso superwélter de la WBO el 12 de marzo en Australia. Ganó la pelea por TKO en el noveno asalto.

### Campeón superwélter de la WBO

#### Tszyu vs. Mendoza
El 15 de octubre de 2023, Tszyu derrotó a Brian Mendoza para defender su título de peso superwélter de la WBO. Fue elevado a campeón absoluto una vez que Jermell Charlo se enfrentó a Canelo Álvarez por el título indiscutido de peso supermediano el 30 de septiembre de 2023.

#### Tszyu vs. Fundora
El 30 de marzo de 2024 en el T-Mobile Arena en Las Vegas, Tszyu estaba programado para enfrentar al ex campeón Keith Thurman. La pelea estaba programada en un peso pactado de 155 libras. El 18 de marzo de 2024 se anunció que Thurman sufrió una lesión en el entrenamiento y se retiró. Fue reemplazado por el ex campeón interino de la WBC de 154 libras, Sebastian Fundora, en un combate de 12 asaltos por el título superwélter de la WBO de Tszyu y el título vacante de la WBC. Fundora ganó la pelea por decisión dividida.

### Post-campeonato

#### Tszyu vs. Ortiz Jr
Tszyu estaba programado para enfrentar a Vergil Ortiz Jr. el 3 de agosto de 2024 en el BMO Stadium en Los Ángeles. El 30 de mayo de 2024 se anunció que la pelea fue cancelada por consejo médico, ya que Tszyu requería más tiempo para recuperarse de la lesión sufrida en su combate anterior contra Fundora.

## Récord de boxeo profesional
| Resultado | Récord | Rival                    | Método | Asalto - Tiempo | Fecha                   | Localización                                        | Notas |
| Derrota   | 24-2   | Bakhram Murtazaliev      | TKO    | 3 (12) 1:55     | 19 de octubre de 2024   | Caribe Royale, Orlando, Florida                     | Por el título de peso mediano de la IBF.                                                                   |
| Derrota   | 24-1   | Sebastian Fundora        | SD     | 12              | 30 de marzo de 2024     | T-Mobile Arena, Paradise, Nevada                    | Perdió el título de peso superwélter de la WBO; Por el título vacante de peso superwélter del WBC.         |
| Victoria  | 24-0   | Brian Mendoza            | UD     | 12              | 15 de octubre de 2023   | Centro de Convenciones y Exposiciones de Gold Coast | Retuvo el título de peso superwélter de la WBO.                                                            |
| Victoria  | 23-0   | Carlos Ocampo            | KO     | 1 (12), 1:17    | 18 de junio de 2023     | Centro de Convenciones y Exposiciones de Gold Coast | Retuvo el título interino de peso superwélter de la WBO.                                                   |
| Victoria  | 22-0   | Tony Harrison            | TKO    | 9 (12), 2:43    | 12 de marzo de 2023     | Qudos Bank Arena, Sídney                            | Ganó el título interino vacante de peso superwélter de la WBO.                                             |
| Victoria  | 21-0   | Terrell Gausha           | UD     | 12              | 26 de marzo de 2022     | Minneapolis Armory, Minneapolis, Minnesota          | Retuvo el título mundial WBO de peso superwélter.                                                          |
| Victoria  | 20-0   | Takeshi Inoue            | UD     | 12              | 17 de noviembre de 2021 | Qudos Bank Arena, Sídney                            | Retuvo el título mundial WBO de peso superwélter; Ganó el título WBO Asia Pacific de peso superwélter.     |
| Victoria  | 19-0   | Steve Clark              | TKO    | 3 (10), 2:22    | 7 de julio de 2021      | Entertainment Centre, Newcastle                     | Retuvo el título mundial WBO de peso superwélter; Ganó el título vacante Commonwealth de peso superwélter. |
| Victoria  | 18-0   | Dennis Hogan             | TKO    | 5 (10), 2:29    | 31 de marzo de 2021     | Entertainment Centre, Newcastle                     | Retuvo el título WBO Global de peso superwélter.                                                           |
| Victoria  | 17-0   | Bowyn Morgan             | TKO    | 1 (10), 1:47    | 16 de diciembre de 2020 | Bankwest Stadium, Sídney                            | Retuvo los títulos IBF Australasian y WBO Global de peso superwélter.                                      |
| Victoria  | 16-0   | Jeff Horn                | RTD    | 8 (10), 3:00    | 26 de agosto de 2020    | Queensland Country Bank Stadium, Townsville         | Retuvo los títulos IBF Australasian y WBO Global de peso superwélter.                                      |
| Victoria  | 15-0   | Jack Brubaker            | TKO    | 4 (12), 0:23    | 6 de diciembre de 2019  | International Convention Centre, Sídney             | Retuvo los títulos IBF Australasian y WBO Global de peso superwélter.                                      |
| Victoria  | 14-0   | Dwight Ritchie           | UD     | 10              | 14 de agosto de 2019    | International Convention Centre, Sídney             | Ganó los títulos IBF Australasian y el primer título WBO Global de peso superwélter.                       |
| Victoria  | 13-0   | Joel Camilleri           | UD     | 10              | 15 de mayo de 2019      | The Star, Sídney                                    | Ganó el título australiano de peso superwélter.                                                            |
| Victoria  | 12-0   | Denton Vassell           | TKO    | 2 (10), 0:23    | 8 de febrero de 2019    | Hordern Pavilion, Sídney                            | Ganó el título interino vacante de peso superwélter de la WBA Oceania.                                     |
| Victoria  | 11-0   | Marcos Jesus Cornejo     | TKO    | 1 (10), 2:31    | 8 de septiembre de 2018 | Bendigo Stadium, Bendigo                            | |
| Victoria  | 10-0   | Stevie Ongen Ferdinandus | KO     | 1 (10), 1:41    | 3 de agosto de 2018     | Technology Park, Sídney                             | retuvo el título de peso superwélter del WBC-ABCO Continental.                                             |
| Victoria  | 9-0    | Larry Siwu               | TKO    | 4 (10), 0:44    | 24 de mayo de 2018      | The Star, Sídney                                    | retuvo el título de peso superwélter del WBC-ABCO Continental.                                             |
| Victoria  | 8-0    | Ruben Webster            | TKO    | 5 (6), 2:15     | 7 de abril de 2018      | Convention & Exhibition Centre, Brisbane            | |
| Victoria  | 7-0    | Wade Ryan                | UD     | 10              | 22 de octubre de 2017   | The Star, Sídney                                    | Ganó el título vacante de peso superwélter del WBC-ABCO Continental.                                       |
| Victoria  | 6-0    | Christopher Khan         | TKO    | 2 (5), 1:30     | 22 de julio de 2017     | Rumours International, Toowoomba                    | |
| Victoria  | 5-0    | Adam Fitzsimmons         | RTD    | 3 (4), 3:00     | 22 de mayo de 2017      | QT Hotel, Gold Coast                                | |
| Victoria  | 4-0    | Ivana Siau               | TKO    | 2 (4), 2:45     | 6 de mayo de 2017       | Vodafone Events Centre, Auckland                    | |
| Victoria  | 3-0    | Ben Nelson               | TKO    | 3 (4), 1:41     | 8 de abril de 2017      | Doltone House, Sídney                               | |
| Victoria  | 2-0    | Mark Dalby               | TKO    | 3 (4), 1:02     | 3 de febrero de 2017    | Adelaide Oval                                       | |
| Victoria  | 1-0    | Zorran Cassady           | UD     | 4               | 17 de diciembre de 2016 | Cricket Ground, Sídney                              | |